# Ich'adon
Ich'adon (ur. 501, zm. 527; kor. 이차돈, także Kŏch'adon 거차돈 oraz Yŏmch'ok) – mnich buddyjski, jeden z pierwszych koreańskich buddystów, którego męczeńska śmierć utorowała drogę buddyzmowi w królestwie Silla.
Samguk sagi (Kroniki Trzech Królestw) zawierają opis jego działalności i śmierci.
22-letni Ich'adon piastował stanowisko głównego sekretarza i doradcy królewskiego. Był w dobrych relacjach z królem Silli Pŏphŭngiem (pan. 514–540), który rozważał propagowanie buddyzmu, jednak napotykał na zdecydowany sprzeciw ze strony swoich poddanych. Na czele tego sprzeciwu stało tzw. Sześciu Wiejskich Wodzów, będących centrum konserwatywnej części społeczeństwa.
Ich'adon bezgranicznie wierzący w cudowne właściwości Dharmy Buddy powiedział królowi: Jeśli chcesz szerzyć buddyzm, proszę zabij mnie. Król wierzący, że praktykowanie buddyzmu jest również dokonywaniem dobrych uczynków – odmówił. Ich'adon zaczął więc szerzyć fałszywą informację, że król postanowił wybudować klasztor w lesie Ch'ŏnggyŏngnim. Gdy król wykazał nieprawdziwość plotki – Ich'adon został skazany na śmierć przez ścięcie głowy. Zanim wykonano wyrok powiedział: (...) Jeśli nauki Buddy będą jaśnieć jak słońce i królewska wola zrealizowana, to dzień, w którym zostanę zabity, będzie początkiem moich nowych narodzin.
Według legendy, po ścięciu głowy wypłynęła z niej biała krew, a głowa potoczyła się na górę Sogŭmgang. Po zapadnięciu zmroku wszystkie zwierzęta płakały i zeszły do miasta. Wielu ludzi zaczęło żałować za swoje złe uczynki.
Po tym wydarzeniu mieszkańcy Silli przyjęli buddyzm. Król Pŏphŭng rozporządził, że nie wolno polować na zwierzęta i rozpoczął szerzenie i ugruntowywanie buddyzmu. W miejscu śmierci Ich'adona postawiono klasztor Paengnyul. Na sąsiedniej górze Nang skremowano króla Munmu (pan. 661–681). Na tym miejscu postawiono klasztor Chach'u, w którym czczono pamięć o Ich'adonie.
Śmierć Ich'adona stała się więc kamieniem węgielnym buddyzmu w Silli i jego tysiącletniego rozwoju.